# Primera División de Montenegro 2007-08
La Primera División de Montenegro 2007-08 fue la segunda edición del campeonato. El torneo comenzó el día 11 de agosto de 2007 y terminó en el mes de mayo de 2008. El Fudbalski Klub Budućnost se proclamó líder por primera vez en su historia.

## Ascensos y descensos
| Pos. | Descendidos de Primera División 2006-07 |
| ---- | --------------------------------------- |
| 11.º | Jedinstvo                               |
| 12.º | Berane                                  |

| Pos. | Ascendidos de Segunda División 2006-07 |
| ---- | -------------------------------------- |
| 1.º  | Lovćen                                 |
| 2.°  | Bokelj                                 |

## Datos de los clubes
| Equipo              | Ciudad    | Estadio                     | Capacidad |
| ------------------- | --------- | --------------------------- | --------- |
| Bokelj              | Kotor     | Estadio Pod Vrmcem          | 5.000     |
| Budućnost Podgorica | Podgorica | Estadio Pod Goricom         | 17.000    |
| Dečić Tuzi          | Tuzi      | Estadio Tuško Polje         | 1.000     |
| Grbalj              | Kotor     | Estadio Radanovićima        | 1.500     |
| Kom                 | Podgorica | Stadion Zlatica             | 3.500     |
| Lovćen              | Cetiña    | Estadio Obilića Poljana     | 2.000     |
| Mladost             | Podgorica | Estadio Cvijetni Brijeg     | 1.500     |
| Mogren              | Budva     | Lugovi Stadion              | 4.000     |
| Petrovac            | Petrovac  | Estadio Pod Malim Brdom     | 530       |
| Rudar Pljevlja      | Pljevlja  | Estadio Gradski de Pljevlja | 10.000    |
| Sutjeska            | Nikšić    | Estadio Gradski de Nikšić   | 10.800    |
| Zeta                | Podgorica | Estadio Trešnjica           | 7.000     |

## Sistema de competición
La Primera División de Montenegro 2007/08 está organizada por la Federación de Fútbol de Montenegro.
Como en la temporada precedente, consta de un grupo único integrado por doce clubes de toda la geografía montenegrina. Siguiendo un sistema de liga, los doce equipos se enfrentarán todos contra todos en dos ocasiones -una en campo propio y otra en campo contrario- sumando un total de 22 jornadas. El orden de los encuentros se ha decidido por sorteo antes de empezar la competición. Los emparejamientos de la tercera ronda se fijaran de acuerdo a la clasificación tras las dos primeras rondas, dando a cada equipo un tercer partido contra cada oponente para un total de 33 partidos por equipo.
La clasificación final se establecerá con arreglo a los puntos obtenidos en cada enfrentamiento, a razón de tres por partido ganado, uno por empatado y ninguno en caso de derrota. Si al finalizar el campeonato dos equipos igualan a puntos, los mecanismos para desempatar la clasificación son los siguientes:
1. El que tenga una mayor diferencia entre goles a favor y en contra en los enfrentamientos entre ambos. (Golaverage)
2. Si persiste el empate, se tiene en cuenta la diferencia de goles a favor y en contra en todos los encuentros del campeonato.
3. Si aún persiste el empate, se tiene en cuenta el mayor número de goles a favor en todos los encuentros del campeonato.

Si el empate a puntos es entre tres o más clubes, los sucesivos mecanismos de desempate son los siguientes: 
1. La mejor puntuación de la que a cada uno corresponda a tenor de los resultados de los partidos jugados entre sí por los clubes implicados.
2. La mayor diferencia de goles a favor y en contra, considerando únicamente los partidos jugados entre sí por los clubes implicados.
3. La mayor diferencia de goles a favor y en contra teniendo en cuenta todos los encuentros del campeonato.
4. El mayor número de goles a favor teniendo en cuenta todos los encuentros del campeonato.
5. El club mejor clasificado con arreglo a los baremos de fair play.

### Efectos de la clasificación
El equipo que más puntos sume al final del campeonato será proclamado campeón de liga y obtendrá el derecho automático a participar en la primera ronda de la Liga de Campeones de la UEFA 2008-09, el subcampeón y el tercer clasificado disputarán la primera ronda previa de la UEFA Europa League 2008-09. El cuarto clasificado juega la Copa Intertoto de la UEFA.
El campeón de la Copa de Montenegro obtiene el pase para disputar la segunda ronda previa de la UEFA Europa League 2008-09. 
Los clasificados en posición 10º y 11º disputan los playoff de descenso. El 10º clasificado, lo hace con el 3º de Segunda, y el 11º se enfrenta al 2º de Segunda. El clasificado en el puesto 12º desciende directamente a la segunda categoría montenegrina.

## Clasificación
Fuente: Federación de Fútbol de Montenegro
| Pos. | Equipo        | Pts. | PJ | G  | E  | P  | GF | GC | Dif. | Clasificación 2008–09                  |
| ---- | ------------- | ---- | -- | -- | -- | -- | -- | -- | ---- | -------------------------------------- |
| 1    | Budućnost (C) | 66   | 33 | 18 | 12 | 3  | 43 | 13 | +30  | Primera ronda de la Liga de Campeones  |
| 2    | Zeta          | 66   | 33 | 19 | 9  | 5  | 56 | 28 | +28  | Primera ronda de Copa de la UEFA       |
| 3    | Mogren        | 66   | 33 | 19 | 9  | 5  | 46 | 21 | +25  | Primera ronda de Copa de la UEFA       |
| 4    | Grbalj        | 55   | 33 | 14 | 13 | 6  | 40 | 25 | +15  | Primera ronda de la Copa Intertoto     |
| 5    | Rudar         | 52   | 33 | 14 | 10 | 9  | 38 | 26 | +12  |                                        |
| 6    | Lovćen        | 43   | 33 | 11 | 10 | 12 | 28 | 30 | −2   |                                        |
| 7    | Dečić Tuzi    | 38   | 33 | 10 | 8  | 15 | 26 | 37 | −11  |                                        |
| 8    | Petrovac      | 36   | 33 | 8  | 12 | 13 | 36 | 46 | −10  |                                        |
| 9    | Kom           | 36   | 33 | 9  | 9  | 15 | 29 | 49 | −20  |                                        |
| 10   | Bokelj        | 32   | 33 | 8  | 8  | 17 | 24 | 38 | −14  | Promoción por la permanencia           |
| 11   | Sutjeska (O)  | 23   | 33 | 5  | 11 | 17 | 19 | 44 | −25  | Promoción por la permanencia           |
| 12   | Mladost       | 19   | 33 | 4  | 7  | 22 | 16 | 44 | −28  | Descenso a la Segunda División 2008-09 |

Actualizado a los partidos jugados el 24 de mayo de 2008.
 Fuente: RSSSF
Notas:
1. ↑  Sutjeska se le dedujeron 3 puntos por no presentarse al partido de la fecha 13 contra Zeta.